# Боббіо
Боббіо (італ. Bobbio) — муніципалітет в Італії, у регіоні Емілія-Романья,  провінція П'яченца.
Боббіо розташоване на відстані близько 410 км на північний захід від Рима, 160 км на захід від Болоньї, 45 км на південний захід від П'яченци.
Населення — 3643 особи (2014).
Щорічний фестиваль відбувається 23 листопада, 15 серпня. Покровитель — Святий Колумбан.

## Демографія
Населення за роками:

Станом на 1 січня 2023 року в муніципалітеті офіційно проживало 366 іноземців з 40 країн, серед них 101 громадянин країн Євросоюзу та 73 громадяни України.

## Сусідні муніципалітети
- Бралло-ді-Прегола
- Колі
- Корте-Бруньятелла
- Менконіко
- Пекорара
- Пьоццано
- Романьєзе
- Санта-Маргерита-ді-Стаффора
- Траво